# Jolmskaya
Jolmskaya (del ruso: Холмская) es una stanitsa del raión de Abinsk del krai de Krasnodar en el sur de Rusia. Está situada a orillas del río Jabl, de la cuenca del río Kubán, 18 km al este de Abinsk y 54 km al oeste de Krasnodar, la capital del krai. Tenía 17 585 habitantes en 2010.
Es cabeza del municipio Jolmskoye, al que pertenecen asimismo Vorobiov, Krávchenko, Krasnoktiabrski, Novosadovi, Novi, Pervomaiski, Sinegorsk, Sosnóvaya Roshcha, Jabl y Erastov.

## Historia
La localidad fue fundada en 1863 por cosacos del Azov. Recibió la inmigración de griegos pónticos que emigraron por las persecuciones en el Imperio otomano a finales del siglo XIX y principios del XX. En 1910 contaba con unos 9 988 habitantes.

## Nacionalidades
De los 17 271 habitantes que tenía en 2002, el 85.3 % era de etnia rusa, el 6.1 % era de etnia turca, el 1.9 % era de etnia ucraniana, el 1.2 % era de etnia armenia, el 0.9 % era de etnia tártara, el 0.8 % era de etnia azerí, el 0.5 % de etnia gitana, el 0.4 % era de etnia griega, el 0.3 % de etnia bielorrusa, el 0.1 % de etnia adigué y el 0.1 % de etnia georgiana.

## Transporte
Por la localidad pasan la línea de ferrocarril Krasnodar-Krymsk y la autopista A146 Krasnodar-Novorosíisk.

## Personalidades
- Anatoli Serdyukov (*1962), ministro de defensa de Rusia.
- Sergéi Treshchov (*1958), cosmonauta.